# Турулунг-Вій
Турулунг-Вій (рум. Turulung-Vii) — село у повіті Сату-Маре в Румунії. Входить до складу комуни Турулунг.
Село розташоване на відстані 449 км на північний захід від Бухареста, 25 км на північний схід від Сату-Маре, 132 км на північ від Клуж-Напоки.

## Населення
За даними перепису населення 2002 року у селі проживали 222 особи.
Національний склад населення села:
| Національність | Кількість осіб | Відсоток |
| -------------- | -------------- | -------- |
| угорці         | 216            | 97,3%    |
| румуни         | 5              | 2,3%     |

Рідною мовою назвали:
| Мова      | Кількість осіб | Відсоток |
| --------- | -------------- | -------- |
| угорська  | 216            | 97,3%    |
| румунська | 6              | 2,7%     |